# Chorizococcus kandyensis
Chorizococcus kandyensis är en insektsart som först beskrevs av Green 1922.  Chorizococcus kandyensis ingår i släktet Chorizococcus och familjen ullsköldlöss.
Artens utbredningsområde är Sri Lanka. Inga underarter finns listade i Catalogue of Life.